# تبيح (حفاش)

تعديل مصدري - تعديل

تبيح هي إحدى قرى عزلة بني مأمون بمديرية حفاش التابعة لمحافظة المحويت، بلغ تعداد سكانها 152 نسمة حسب تعداد اليمن لعام 2004.